# Theodore von Kármán
Theodore von Kármán (oprindeligt ungarsk navn Szőllőskislak Kármán Tódor, født 11. maj 1885, død 7. maj 1963) var en ungarsk-amerikansk fysiker og ingeniør, der primært arbejdede inden for rumfarten. Sammen med sin læremester Ludwig Prandtl skabte han en række fremskridt inden for aerodynamikken, specielt inden for beskrivelsen af supersoniske og hypersoniske luftstrømninger. 
Fédération Aéronautique Internationale har defineret at verdensrummet begynder i 100 km højde. Dette kaldes for Karmanlinjen, opkaldt efter Theodore von Kármán.